# Bahnstrecke Arenshausen–Friedland
| Doppelbrücke in Arenshausen, vorn die Strecke nach Friedland, dahinter nach Eichenberg |                      |                                      |                                      |
| Streckenlänge: | 6,8 km               |                                      |                                      |
| Spurweite: | 1435 mm (Normalspur) |                                      |                                      |
| |                      |                                      |                                      |
| \| \| \| von Göttingen \| \| \| \| 13,28 \| Friedland (Han) (ehem. Bf) \| Friedland (Han) (ehem. Bf) \| \| \| \| nach Bebra \| \| \| \| \| Molle \| \| \| \| \| Landstraße bei Reckershausen \| \| \| \| \| Hüttenborn \| \| \| \| \| Landstraße in Niedergandern \| \| \| \| \| Steinfurth \| \| \| \| \| Landstraße bei Hottenrode \| \| \| \| \| Anschlussgleis v. Bodenhausen \| \| \| \| \| Anschlussgleis Ziegelei Jung \| \| \| \| \| Landesgrenze Niedersachsen/Thüringen \| \| \| \| \| Anschlussgleis Ziegelei Katzbruck \| \| \| \| \| Bundesstraße 80 \| \| \| \| \| von Hann. Münden \| \| \| \| 20,11 \| Arenshausen (ehem. Bf) \| 210 m \| \| \| \| nach Halle (Saale) \| \| \| \| \| \| \| \| Quellen: [1][2] \| \| \| \| |                      |                                      |                                      |
| Strecke |                      | von Göttingen                        | von Göttingen                        |
| Haltepunkt / Haltestelle | 13,28                | Friedland (Han) (ehem. Bf)           | Friedland (Han) (ehem. Bf)           |
| Abzweig ehemals geradeaus und nach rechts |                      | nach Bebra                           | nach Bebra                           |
| Brücke über Wasserlauf (Strecke außer Betrieb) |                      | Molle                                | Molle                                |
| Bahnübergang (Strecke außer Betrieb) |                      | Landstraße bei Reckershausen         | Landstraße bei Reckershausen         |
| Brücke über Wasserlauf (Strecke außer Betrieb) |                      | Hüttenborn                           | Hüttenborn                           |
| Bahnübergang (Strecke außer Betrieb) |                      | Landstraße in Niedergandern          | Landstraße in Niedergandern          |
| Brücke über Wasserlauf (Strecke außer Betrieb) |                      | Steinfurth                           | Steinfurth                           |
| Bahnübergang (Strecke außer Betrieb) |                      | Landstraße bei Hottenrode            | Landstraße bei Hottenrode            |
| Abzweig geradeaus und von rechts (Strecke außer Betrieb) |                      | Anschlussgleis v. Bodenhausen        | Anschlussgleis v. Bodenhausen        |
| Abzweig geradeaus und von rechts (Strecke außer Betrieb) |                      | Anschlussgleis Ziegelei Jung         | Anschlussgleis Ziegelei Jung         |
| Grenze (Strecke außer Betrieb) |                      | Landesgrenze Niedersachsen/Thüringen | Landesgrenze Niedersachsen/Thüringen |
| Abzweig geradeaus und von rechts (Strecke außer Betrieb) |                      | Anschlussgleis Ziegelei Katzbruck    | Anschlussgleis Ziegelei Katzbruck    |
| Brücke (Strecke außer Betrieb) |                      | Bundesstraße 80                      | Bundesstraße 80                      |
| Abzweig ehemals geradeaus und von rechts |                      | von Hann. Münden                     | von Hann. Münden                     |
| Haltepunkt / Haltestelle | 20,11                | Arenshausen (ehem. Bf)               | 210 m                                |
| Strecke |                      | nach Halle (Saale)                   | nach Halle (Saale)                   |
| |                      |                                      |                                      |
| Quellen: |                      |                                      |                                      |

Die Bahnstrecke Arenshausen–Friedland war eine Hauptbahn in Niedersachsen und Thüringen, welche eine Verbindung zwischen den Strecken Hannover Hbf–Kassel Hbf und Halle (Saale) Hbf–Hann. Münden herstellte. Sie zweigte in Friedland aus der späteren Bahnstrecke Göttingen–Bebra ab und führte nach Arenshausen, wo sie in die Bahnstrecke Halle–Hann. Münden einmündete. Die Strecke wurde 1892 stillgelegt, ein Teilstück diente nachher noch als Anschlussbahn für einen Industriebetrieb.

## Geschichte
Bereits bis 1856 war die Bahnstrecke von Hannover über Göttingen nach Kassel der Königlich Hannöverschen Staatseisenbahnen fertiggestellt. Nachdem die Magdeburg-Köthen-Halle-Leipziger Eisenbahn-Gesellschaft 1863 mit dem Bau einer Bahnstrecke von Halle in Richtung Kassel begann, die schrittweise über Eisleben (1865), Nordhausen (1866) bis nach Arenshausen (9. Juli 1867) eröffnet wurde, und Preußen das Königreich Hannover 1866 annektiert hatte, entschied man sich für eine Verbindung der beiden Bahnstrecken. Die Königlich Hannöverschen Staatseisenbahnen eröffneten den Abschnitt zwischen Arenshausen und Friedland zusammen mit dem Abschnitt Friedland–Göttingen am 1. August 1867 als eingleisige Strecke.
Größere Kunstbauwerke waren wegen der geographischen Lage im Leinetal nicht erforderlich, lediglich einige Brücken und Wasserdurchlässe mussten errichtet werden. Es verkehrten zunächst drei Personenzüge pro Richtung. Eine weitere Verkehrsstation existierte zwischen Arenshausen und Friedland nicht. In Arenshausen und Leinefelde wurde je ein Lokomotivschuppen errichtet, damit verbunden waren noch eine Wasserstation, Bekohlungsstation und eine Drehscheibe, vermutlich waren beide Bahnhöfe als Knotenpunkt konzipiert. Anschlussgleise gab es in Niedergandern und bei Hottenrode zu einer Ziegelei.
1872 wurde der letzte Abschnitt Arenshausen–Hann. Münden der Bahnstrecke Halle–Hann Münden eröffnet, gleichzeitig wurde der Bahnhof Eichenberg in Betrieb genommen. 1876 wurde schließlich die Bahnstrecke Göttingen–Bebra zwischen Friedland, Eichenberg und Niederhone (seit 1936 Eschwege West) eröffnet. Der Bahnhof Eichenberg wurde damit zum Kreuzungsbahnhof der Nord-Süd- und Ost-West-Strecken und nicht wie ursprünglich geplant Arenshausen oder Witzenhausen. Damit verlor dieser Streckenabschnitt an Bedeutung und wurde 1876 für den Personenverkehr und 1884 auch für den Güterverkehr stillgelegt, lediglich als Zuführungsgleis zu den Gleisanschlüssen in Hottenrode und Niedergandern wurde der Abschnitt noch genutzt. Ab 1885/86 wurde die bestehende Bahnstrecke von Arenshausen in Richtung Eichenberg zweigleisig ausgebaut.
Der Abschnitt zwischen Friedland und Niedergandern wurde 1892 abgebaut, der restliche Abschnitt zwischen Arenshausen und dem Straßenübergang nach Niedergandern wurde noch bis etwa 1945 als Anschlussbahn mit Ladestellen für zwei Ziegeleien in Arenshausen und Hottenrode, sowie eine Ladestelle des Gutsbetriebes von Bodenhausen genutzt, danach wurde der Abschnitt durch die Interzonengrenze bzw. Innerdeutsche Grenze unterbrochen.

## Bahnknotenpunkt Arenshausen

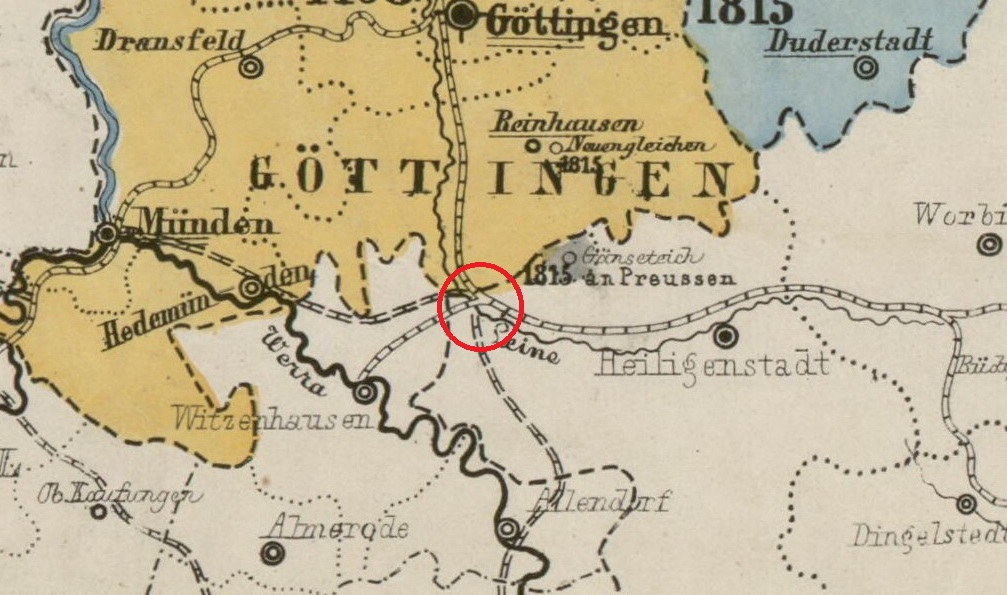
Auf einer Karte von 1868 geplanter Bahnknotenpunkt in Arenshausen

Mit Inbetriebnahme der Bahnstrecke von Nordhausen–Arenshausen–Friedland–Göttingen wurde 1867 auch der Bahnhof in Arenshausen eröffnet. Vermutlich war Arenshausen zunächst als Kreuzungspunkt –zwischen der Ost-West-Strecke Halle–Nordhausen–Arenshausen–Münden–Kassel und der Nord-Süd-Strecke Hannover-Göttingen-Friedland-Bebra geplant, möglicherweise auch eine weitere Strecke nach Witzenhausen. Die Weiterführung der Strecke in Richtung Süden wäre dann möglicherweise von der Ostausfahrt am Bahnhof nach Süden über Gerbershausen, Dietzenrode nach Allendorf im Werratal erfolgt und von dort in Richtung Bebra.
Die Anbindung in Richtung Münden und Kassel erfolgte dann aber über ab 1872 gebauten Bahnhof Eichenberg, der mit der 1876 eröffneten Bahnstrecke Friedland–Eichenberg–Niederhone nach Bebra schließlich als Knotenpunkt ausgebaut wurde.
Das Empfangsgebäude wurde dabei mit einem Mittelbau und westlich angeschlossenen Anbauten errichtet. Die möglicherweise mit dem Ausbau des Bahnknoten geplanten Anbauten östlich des Mittelteiles wurden dann nicht mehr benötigt und auch nicht mehr gebaut. Zur Ausstattung des Bahnhofes gehörten ursprünglich noch ein Lokomotivschuppen, eine Wasserstation, Bekohlungsstation und eine Drehscheibe. Mit der Stilllegung des nicht mehr benötigten Streckenabschnittes Arenshausen–Friedland wurde Arenshausen wieder zum Zwischenbahnhof.

## Eichenberger Kurve

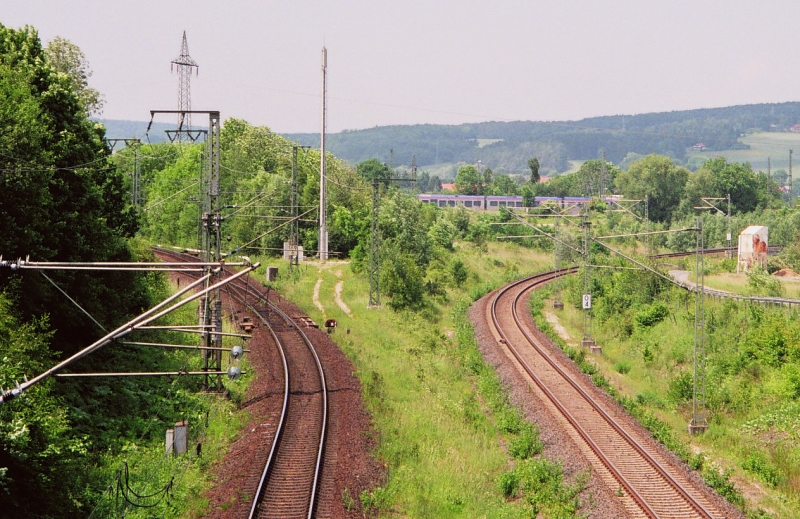
Die Eichenberger Kurve (rechts) von Arenshausen kommend in Richtung Göttingen

In einer Beratung der Bahndirektionen der Bundesbahn und Reichsbahn am 12. Januar 1990 zum Lückenschluss zwischen Arenshausen und Eichenberg wurde auf den Wiederaufbau der Strecke Arenshausen–Friedland verzichtet. Schließlich wurde doch 1997 mit dem Bau einer direkten Verbindung von Arenshausen nach Friedland begonnen, der Eichenberger Kurve zwischen den Bahnhofsteilen Eichenberg Ost und Eichenberg Nord. Sie sollte Direktverbindungen zwischen Erfurt bzw. Halle und Göttingen ermöglichen und eine überregionale Verkehrsverbindung in das Ruhrgebiet ermöglichen. Eröffnet wurde die Verbindungskurve am 22. September 1998. Dies erspart einen Fahrtrichtungswechsel der Züge im Bahnhof Eichenberg.
Diese kurze Verbindungsstrecke tangiert die drei Bundesländer Hessen, Niedersachsen und zu einem geringen Teil auch Thüringen unmittelbar am Dreiländereck. Sie liegt etwa 2 Kilometer südwestlich parallel zur alten Trasse.